# 大北真潤
大北 真潤（おおきた まひろ）は、日本の漫画家。

## 経歴
2011年より『大北紘子』名義にて『コミック百合姫（一迅社）』で読み切りを中心に作品を発表。
2012年、講談社『アフタヌーン四季賞 2012年冬』で準入選。
『Good!アフタヌーン』（講談社）にて、2017年10月号から2018年8月号まで『大北真潤』名義で「楽園の神娘（クロリス）」を連載。
『ヤングキングアワーズ』（少年画報社）にて、2019年4月号から2021年9月号まで「夜明け前に死ぬ」を連載。
2022年1月より『アイドルマスター ミリオンライブ!』のコミカライズ作品、「天色のアステリズム」をTwitter連載。

## 作品リスト

### 連載
- 楽園の神娘（クロリス）（講談社・アフタヌーンKC、2018年1月 - 2018年9月、全2巻）
- 夜明け前に死ぬ（少年画報社・『ヤングキングアワーズ』2019年4月号 - 2021年9月号、全4巻）
- 天色のアステリズム（一迅社[2]・Twitter連載・2022年2月12日 - 2023年4月28日）

### 読切
- アンバーハニー（集英社・『ウルトラジャンプ』、2020年3月号／集英社・ユリトラジャンプ、vol.3 掲載）
- 限界会社員北原氏（新潮社・『月刊コミックバンチ』、2022年12月号 掲載）

### 大北紘子名義
- 裸足のキメラ（一迅社・百合姫コミックス、2012年5月、単巻）
- 月と泥（一迅社・百合姫コミックス、2013年5月、単巻）
- Vespa（一迅社・百合姫コミックス、2014年6月、単巻）